# 點臂羅碧魚
點臂羅碧魚（学名：Paralaubuca stigmabrachium）是輻鰭魚綱鯉形目鯝科羅碧魚屬的其中一個種，分布於亞洲湄公河及湄南河流域，棲息在中底層水域。